# Pukkisaari (ö i Södra Savolax, S:t Michel, lat 61,87, long 26,44)
Pukkisaari är en ö i Finland. Den ligger i sjön Istmalanlampi och i kommunen Kangasniemi i den ekonomiska regionen  S:t Michel och landskapet Södra Savolax, i den södra delen av landet, 200 km norr om huvudstaden Helsingfors. Öns area är 0,9 hektar och dess största längd är 130 meter i nord-sydlig riktning.